# Рибалочка-крихітка африканський
Рибалочка-крихітка африканський (Ispidina lecontei) — вид сиворакшоподібних птахів родини рибалочкових (Alcedinidae). Мешкає в Західній і Центральній Африці. Вид названий на честь американського натураліста і ботаніка Джона Іттона ле Конте.

## Опис
Африканський рибалочка-крихітка є найменшим представником родини рибалочкових, його довжина становить 10 см, а вага 9-12 г. Голова червонувато-оранжева, на лобі чорна пляма, на шиї з боків білі плями. Верхня частина тіла синя, крила і хвіст чорнуваті. Нижня частина тіла оранжева, горло біле. Дзьоб і лапи червоні.

## Підвиди
Виділяють два підвиди:
- I. l. ruficeps Hartlaub, 1857 — від Сьєрра-Леоне і Гани (на захід від Дагомейського розриву)[6];
- I. l. lecontei Cassin, 1856 — від південної Нігерії до заходу Південного Судану, Уганди, центру ДР Конго і півночі Анголи.

## Поширення і екологія
Африканські рибалочки-крихітки мешкають в Сьєрра-Леоне, Гвінеї, Ліберії, Кот-д'Івуарі, Гані, Нігерії, Камеруні, Екваторіальній Гвінеї, Габоні, Республіці Конго, Демократичній Республіці Конго, Центральноафриканській Республіці, Південному Судані, Уганді і Анголі. Вони живуть у вологих рівнинних тропічних лісах, на берегах річок і озер.